# 달려라! 영업사원
《달려라! 영업사원》은 KBS 전주방송총국에서 자체적으로 제작·방영하는 프로그램이다.
이 프로그램은 전국 단위의 프로그램은 아니며, 전북 지역에서만 방송된다.

## 영업사원 소개
- 이원준
- 김동한(현 KBS 전주,청주총국 리포터)
- 조빛나
- 서소라
- 허윤선